# Álvaro de Aguilar
Álvaro Aguilar y Gómez-Acebo (Madrid, 28 dicembre 1892 – Madrid, 22 febbraio 1974) è stato un diplomatico spagnolo, noto per essere stato segretario del Comitato Olimpico spagnolo dal 1916 al 1919 e il 6º presidente dell'Atlético Madrid, dal 1919 al 1920.

## Biografia
Álvaro de Aguilar è il terzo figlio di Alfonso de Aguilar y Pereira, conte di Aguilar, e di Manuela Gómez-Acebo y Cortina, sorella del terzo marchese di Cortina nonché zia di Margarita Gómez-Acebo.
All'inizio del ventesimo secolo il calcio in Spagna non era uno sport professionistico e Álvaro de Aguilar prese il posto del dimissionario Julián Ruete come presidente dell'Atlético Madrid, che all'epoca era ancora una filiale dell'Athletic Club. La sua presidenza durò solamente per una stagione poiché nel 1920 fu nominato ambasciatore di Spagna in Belgio. ove collaborò all'organizzazione dei Giochi della VII Olimpiade ad Anversa.
Nel 1936 coprì l'incarico di ambasciatore di Spagna nella Repubblica d'Irlanda. Nel 1949 sposò María de Montserrat de Castro y Lombillo, dalla quale ebbe quattro figli: Paloma, África, Patricio e María del Carmen.